# Кормье, Крис
Крис Кормье (англ. Chris Cormier; род. 19 августа 1967 года, Палм-Спрингс, штат Калифорния, США) — профессиональный бодибилдер. Его целью в бодибилдинге было получение «Тройной короны» — победных титулов на конкурсах Мистер Олимпия, Арнольд Классик и GNC-шоу. Его кумиром был знаменитый атлет Лу Ферриньо.

## Биография
С 12-летнего возраста начал заниматься бодибилдингом. Поступил в колледж в 16 лет, там начал серьёзную подготовку к своим первым соревнованиям. Спустя два года дебютировал на конкурсе «Палм Спринг 85».
В 1993 году выиграл Чемпионат США. Расцвет профессиональной карьеры начался после 1 места на 19-й «Ночи чемпионов» в 1997 году. После победы на «Айронмен Про» 1999, 2000 и 2001 года, занял 2-е место на «Арнольд Классик 2001». До 2005 года выиграл ещё несколько турниров серии «Гран При» и «Сан-Франциско Про» 2001 и 2005 г.
В 2007 году завершил карьеру в соревновательном бодибилдинге.
Хранитель традиции «выжми последнее» спортзала en:Gold's Gym в калифорнийском Венисе, "мекке" бодибилдинга. В 90-е, на пике формы, толкающая сила рук и ног Кормье была легендой: жим в наклоне с 237 кг в двух подходах или с гантелями по 90 кг в восьми; жим ногами 540 кг на 30 раз; приседы с 303 кг без пояса и 405 кг в обратном гакк-приседе 10 раз. Крис тренировался без остановки, даже когда организм «возвращал обратно» предтренировочный шейк, когда шла носом кровь и от головокружения тренажёрный зал казался каруселью.

## Антропометрия
- Рост: 178 см
- Соревновательный вес: 114 кг
- Вес в межсезонье: 129 кг

## История выступлений
- Соревнование Место
- Атлантик-Сити Про 2007, 6
- Торонто/Монреаль Про 2007, 4
- Мистер Олимпия 2005, 13
- Гран При Австралия 2005, 2
- Сан-Франциско Про 2005, 1
- Арнольд Классик 2005, 2
- Гран При Англия 2004, 2
- Гран При Голландия 2004, 2
- Мистер Олимпия 2004, 7
- Гран При Австралия 2004, 2
- Арнольд Классик 2004, 2
- Шоу Силы Про 2003, 7
- Гран При Австралия 2003, 1
- Сан-Франциско Про 2003, 2
- Арнольд Классик 2003, 2
- Шоу Силы Про 2002, 3
- Гран При Голландия 2002, 2
- Гран При Англия 2002, 3
- Мистер Олимпия 2002, 3
- Гран При Австралия 2002, 1
- Гран При Австрия 2002, 1
- Сан-Франциско Про 2002, 2
- Арнольд Классик 2002, 2
- Айронмен Про 2002, 1
- Гран При Новая Зеландия 2001, 2
- Гран При Англия 2001, 2
- Мистер Олимпия 2001, 5
- Гран При Австралия 2001, 1
- Арнольд Классик 2001, 2
- Сан-Франциско Про 2001, 1
- Айронмен Про 2001, 1
- Гран При Венгрия 2001, 2
- Арнольд Классик 2000, 2
- Айронмен Про 2000, 1
- Мистер Олимпия 1999, 3
- Арнольд Классик 1999, 3
- Айронмен Про 1999, 1
- Гран При Финляндия 1998, 4
- Гран При Германия 1998, 4
- Мистер Олимпия 1998, 6
- Арнольд Классик 1998, 5
- Гран При Россия 1997, 4
- Гран При Финляндия 1997, 2
- Гран При Чехия 1997, 2
- Гран При Англия 1997, 2
- Гран При Германия 1997, 6
- Гран При Испания 1997, 6
- Гран При Венгрия 1997, 8
- Мистер Олимпия 1997, 8
- Ночь чемпионов 1997, 1
- Торонто/Монреаль Про 1997, 3
- Гран При Россия 1996, 8
- Гран При Швейцария 1996, 8
- Гран При Чехия 1996, 8
- Гран При Англия 1996, 8
- Гран При Германия 1996, 7
- Гран При Испания 1996, 8
- Мистер Олимпия 1996, 7
- Гран При Украина 1995, 4
- Гран При Франция 1995, 5
- Гран При Россия 1995, 5
- Гран При Англия 1995, 5
- Гран При Германия 1995, 4
- Гран При Испания 1995, 4
- Мистер Олимпия 1995, 6
- Ночь чемпионов 1995, 4
- Гран При Франция 1994, 7
- Арнольд Классик 1994, 4
- Айронмен Про 1994, 2
- Гран При Германия 1994, 6
- Мистер Олимпия 1994, 6
- Чемпионат США 1993, 1
- Чемпионат США 1993, 1 в категории Тяжёлый вес
- Чемпионат США 1991, 4 в категории Тяжёлый вес
- Нашионалс 1991, 7 в категории Тяжёлый вес

## В профессиональных рейтингах
- Место Рейтинг Дата рейтинга
- 100	Рейтинг мужчин профессионалов IFBB по бодибилдингу 2010 года	13.03.2010
- 77	Рейтинг мужчин профессионалов IFBB по бодибилдингу 2009 года	01.10.2009
- 51	Рейтинг мужчин профессионалов IFBB по бодибилдингу 2009 года	08.08.2009